# Tada III

Herb Tada III

Herb Tada III a

Tada III (Tadden, Thadden) – kaszubski herb szlachecki.

## Opis herbu
Herb znany przynajmniej w dwóch wariantach. Opisy z wykorzystaniem zasad blazonowania, zaproponowanych przez Alfreda Znamierowskiego:
Tada III (Tadden, Thadden): W polu czerwonym gryf wspięty, z podwiniętym ogonem, srebrny, pod nim gwiazda złota. Klejnot: nad hełmem bez korony trzy strzały błękitne w wachlarz, pomiędzy którymi po gwieździe złotej. Labry czerwone, podbite srebrem.
Tada III a (Thadden): Gryf złoty, brak gwiazdy, klejnot w koronie, strzały w klejnocie srebrne.

## Najwcześniejsze wzmianki
Wariant III wzmiankowany u Ledebura (Adelslexikon der preussichen Monarchie von..., jako Thadden III), w Nowym Siebmacherze (jako Thadden II) oraz u Bagmihla (Pommersches Wappenbuch, jako Thadden). Wariant III a został zrekonstruowany w Siebmacherze na podstawie dawnych pieczęci.

## Rodzina Tadów
Herb Tada III używany był przez linie Tadów z Nieznachowa i Unieszyna oraz Trzygłowia na Pomorzu Zachodnim, podobnego herbu używała też linia osiadła w Prusach Wschodnich (ale gryf ukoronowany a strzały srebrne). Inne linie używały herbów Tada I i Tada II, z których Tada I to prawdopodobnie pierwotny herb wszystkich linii Tadów. Z resztą herbów Tadów łączy go podobieństwo klejnotów.

## Herbowni
Tada (Tadda, Tadde, Tadden, Tade, Taden, Tadka, Tadziński, Thada, Thadda, Thadde, Thadden, Thade).